# Леткі речовини
Леткі речовини (англ. volatile substances, нім. flüchtige Bestandteile m pl, flüchtiger Stoff m, Flüchtiges n) —
1. Речовини, які мають здатність швидко випаровуватись. Наприклад, газ виділяється швидко з сирої нафти при її введенні в буровий розчин. Під час дистилювання бурових розчинів леткими речовинами стають вода, нафта, газ тощо, тобто ті продукти, які випаровуються, залишаючи тверді речовини як у розчинній формі, так і у формі осаду.
2. Газоподібні речовини, що виділяються з вугілля викопного при його коксуванні під впливом високих температур. До летких речовин належать: волога, пірогенетична вода, леткі органічні складові частини вугілля, продукти розкладу деяких мінералів. Леткі продукти, одержувані при коксуванні: сирий бензол, аміак, сірководень, двоокис вуглецю, ненасичені вуглеводні. Вихід летких речовин є однією з класифікаційних ознак марки вугілля та характеристикою його технологічної придатності. Вихід летких речовин має найбільшу величину для вугілля бурого (до 50 %) і знижується до 2 % для антрацитів. Методи визначення виходу летких речовин регламентовані відповідними стандартами.